# Abies fanjingshanensis
Abies fanjingshanensis W.L.Huang, Y.L.Tu & S.Z.Fang, 1984 è una specie di abete asiatica, endemica del nord-est della provincia cinese dello Guizhou.

## Etimologia
Il nome generico Abies, utilizzato già dai latini, potrebbe, secondo un'interpretazione etimologica, derivare dalla parola greca ἄβιος = longevo. Il nome specifico fanjingshanensis fa riferimento ai Monti Fanjing, località montagnosa sede del suo areale.

## Descrizione

### Portamento
Specie di conifera sempreverde di medie dimensioni; può raggiungere i 20 m di altezza con un tronco di diametro massimo 65 cm. I giovani ramoscelli inizialmente sono rossi-marroni, per poi scurire dopo il terzo anno di età.

### Foglie
Le foglie sono aghiformi, fino a 4,3 cm di lunghezza, disposte a spirale sulla parte superiore dei rami principali, arrangiate a pettine in due file laterali nella parte inferiore, e nei ramoscelli secondari. Le gemme vegetative sono rotondeggianti, ovoidali, lunghe 5 mm e resinose; le perule sono marroni-rossastre, ovate triangolari.

### Fiori
Sono strobili maschili oblunghi, ascellari, lunghi 1-1,5 cm, di colore giallo con microsporofilli rossi.

### Frutti
I coni femminili sono cilindrici, lunghi 5-6 cm e larghi 4 cm, di colore marrone purpureo, marrone scuro a maturazione, con scaglie reniformi ricoperte di densa peluria nelle parti esposte.I semi, ovoidali, misurano 8 mm in lunghezza, con ala cuneata di 7 mm.

### Corteccia
La corteccia nei giovani abeti è grigia e liscia, diventando poi più scura e marrone-grigiastra, solcata e scanalata nella parte inferiore del tronco, con il passare degli anni.

## Distribuzione e habitat
La specie, rara, con un areale limitato (meno di 20 km²) ai Monti Fanjing nel nord-est della provincia cinese dello Guizhou, vegeta a 2.100-2.300 m di quota; il clima di riferimento è quello umido e freddo delle quote montane, con breve stagione estiva. Si rinviene in boschi misti caratterizzati dalla presenza di Tsuga chinensis, Acer flabellatum, Rhododendron hypoglaucum, Enkiartnus chinensis e Prunus serrulata.

## Tassonomia
Questo taxon è affine a A. fargesii e il suo rango di specie potrebbe essere messo in discussione (venendo classificato come sottospecie di A. fargesii). Tuttavia la località nativa è disgiunta di circa 500 km dalla località più vicina dove si rinviene A. fargesii, e per questo motivo viene descritta come specie sia da Farjon (1990) sia da Flora of China (4:46, 1999).

## Conservazione
Specie minacciata di estinzione in natura (solamente 2.500 esemplari maturi, su una popolazione stimata di circa 17.000), è in corso un tentativo di reintroduzione con giovani esemplari coltivati in orti botanici. Rimangono tuttavia inalterate le cause che hanno provocato il concreto rischio di estinzione, in primis le piogge acide causate dall'inquinamento dell'area. Pertanto, è inserita nella Lista rossa IUCN come specie in pericolo di estinzione.